# リヒャルト・フォン・ローゼン
リヒャルト・ヴィルフレート・ハリー・エーリヒ・フライヘーア・フォン・ローゼン(ドイツ語: Richard Wilfred Harry Erich Freiherr von Rosen、1922年6月28日 - 2015年10月26日)は、ドイツの軍人。最終階級はドイツ国防軍時代で中尉、ドイツ連邦軍時代で少将。

## 経歴
1922年6月28日、ヴァイマル共和国ヒルシュスプルングでエーリヒ・ヴォルデマール・フォン・ローゼンとゾフィー・フォン・ローゼンの間に生まれた。彼の家系であるローゼン家は、代々軍人を多く輩出してきたバルト・ドイツ系の貴族である。
妻はアンナ＝ルイーズである。彼女は7月20日事件で処刑された空軍中佐ツェーザー・フォン・ホーファッカーの娘であった。
第二次世界大戦では1940年第35装甲補充大隊での訓練を終え、翌年バルバロッサ作戦に第35装甲連隊III号戦車の砲手として従軍し負傷した。1942年7月、第502重戦車大隊の第2中隊に配属され、同中隊は翌1943年1月末頃、第503重戦車大隊に第3中隊として編入された。第503重戦車大隊の第3中隊に戦車長としてクルスクの戦いやノルマンディー、ブダペストで奮闘したが、負傷し自宅で終戦を迎えた。
戦後、1955年に設立されたドイツ連邦軍へ入隊した。1964年から1966年までフォンテーヌブローの欧州連合軍最高司令部で参謀将校として勤務している。その後、第29装甲旅団司令官(1966年 - 1970年)、連邦国防省顧問(1970年 - 1972年)、第21装甲旅団旅団長(1972年 - 1976年)、パリ駐在武官(1976年 - 1980年)などを歴任し、1982年に少将の階級で退役した。

## 叙勲
- 鉄十字章
  - 二級鉄十字勲章1939年章
  - 一級鉄十字勲章1939年章
- 戦傷章
  - 戦傷章金章
- 戦車突撃章
  - 戦車突撃章25回 (1945年2月17日)
- ドイツ十字章
  - ドイツ十字章金章 (1945年2月28日)
- レジオンドヌール勲章
- 国家功労勲章

## 著書
- Erinnerungen an die Tigerabteilung 503 1942 bis 1945 : リヒャルト・フォン・ローゼン、アルフレート・ルベル、ロルフ・ズィヒェル、フランツ＝ヴィルヘルム・ロッホマン (1990年)[2]
- Als Panzeroffizier in Ost und West – Im Panzer III, Tiger und Königstiger in Russland, Frankreich und Ungarn : ブルツブルク出版 (2014年、第2版) ISBN 3803500443.
  - 『パンツァー・エース　若き男爵のティーガー重戦車戦記』 （並木均訳, ホビージャパン,　2022年）　ISBN 9784798627052